# Port de Canton
Le port de Canton, ou de Guangzhou, est situé à Canton en République populaire de Chine. Il a un trafic de 201 millions de tonnes de marchandises et de 4,774 millions d'EVP en 2006.

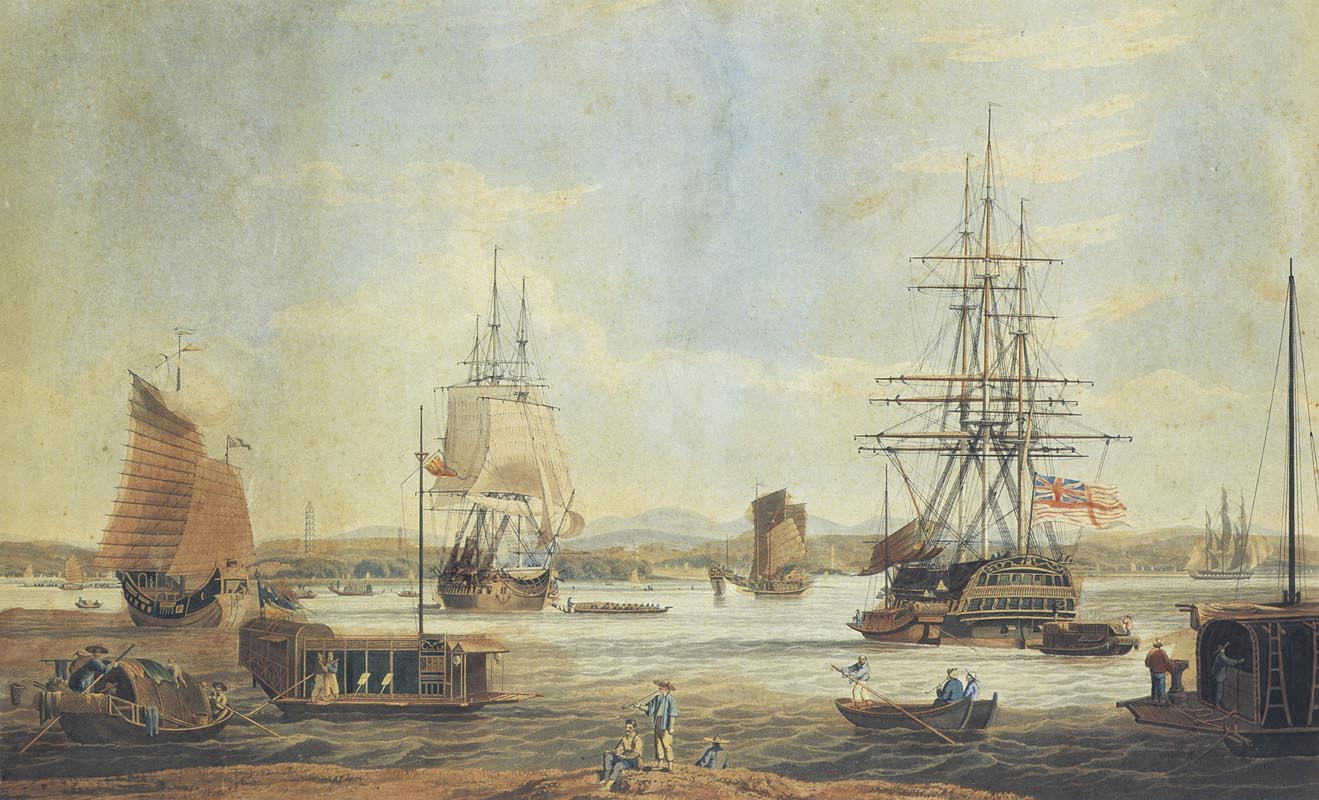
Le port de Canton, toile de William John Huggins, 1835.